# Qualitäts- und Unterstützungsagentur – Landesinstitut für Schule

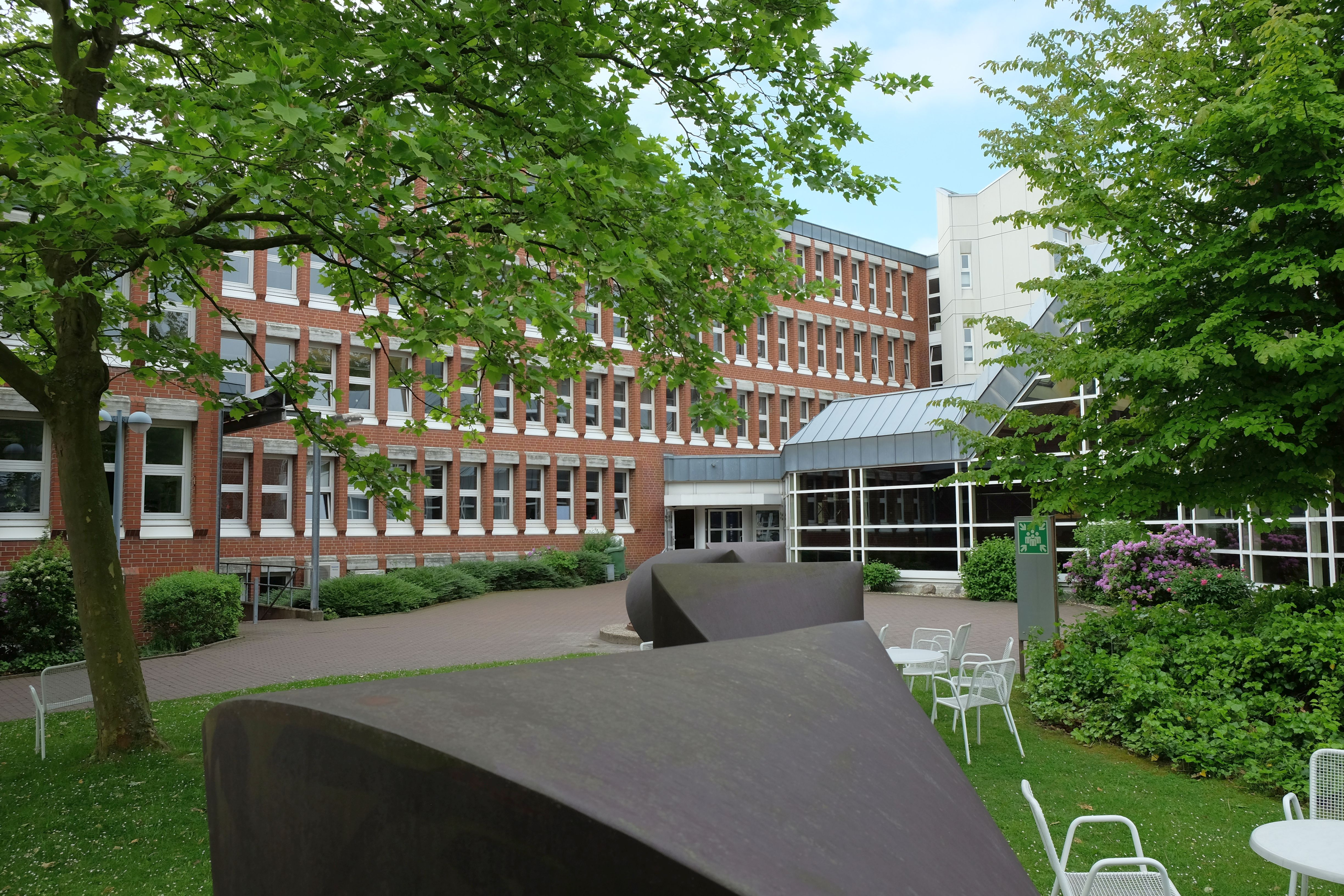
QUA-LiS NRW Campus in Soest

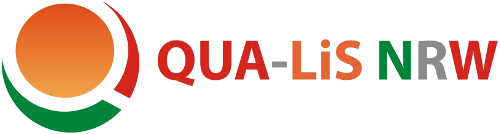
QUA-LiS Logo

Die Qualitäts- und UnterstützungsAgentur – Landesinstitut für Schule (QUA-LiS NRW) mit Sitz in Soest ist die zentrale Einrichtung für pädagogische Dienstleistungen des Landes Nordrhein-Westfalen. Sie unterstützt die Schulen bei ihrem Bildungs- und Erziehungsauftrag, berät und unterstützt das Ministerium für Schule und Bildung des Landes Nordrhein-Westfalen (MSB) und fördert die gemeinwohlorientierte Weiterbildung in NRW.

## Beschreibung
Die QUA-LiS NRW handelt in Abstimmung mit dem MSB sowie dem für die Weiterbildung zuständigen Ministerium für Kultur und Wissenschaft (MKW). Das Institut steht im Dialog mit den Bezirksregierungen, den kommunalen Schulämtern, den Einrichtungen der Lehreraus- und -fortbildung und den Trägern der gemeinwohlorientierten Weiterbildung im Land.
Durch die Arbeit mit Kommissionen, insbesondere auch durch den Einsatz von erfahrenen Lehrerinnen und Lehrern, die für einen begrenzten Zeitraum aus ihren Schulen an die QUA-LiS NRW abgeordnet werden, stellt das Institut den unverzichtbaren engen Praxisbezug zu den Schulen des Landes sicher. Im Bereich der Weiterbildung sichert die enge Kooperation mit den Trägern ein bedarfsgerechtes Angebot.
Die QUA-LiS NRW kooperiert projektbezogen u. a. mit Hochschulen, Stiftungen, Kirchen, Verbänden, der Wirtschaft sowie den Qualitätsagenturen und pädagogischen Instituten der anderen Bundesländer. Sie versteht sich zudem als Forum und Drehscheibe für fachliche und fachpolitische Diskurse über schulische Bildung und die Weiterbildung. Das Institut bietet dazu Tagungsräume, eine Bibliothek, eine Mensa und ein Gästehaus.
Standort der QUA-LiS NRW ist Soest. Gründungsdirektor war Eugen-Ludwig Egyptien, der das Institut bis zum 31. Januar 2022 geleitet hat. Ihm folgte vom 1. Februar 2022 bis Mitte 2023 Rüdiger Käuser.
Das Ministerium für Schule und Bildung hat mitgeteilt, dass die QUA-LiS vom 1. Februar 2024 von Benedikt Große Hüttmann geleitet wird.

## Aufgaben
Die QUA-LiS NRW unterstützt die in Nordrhein-Westfalen am Schulsystem und an der Weiterbildung Beteiligten. Zu ihren Aufgaben gehören:
- die Entwicklung und Aktualisierung von Lehrplänen und entsprechenden Unterstützungsmaterialien für alle Schulstufen und Schulformen,
- die Entwicklung aller zentralen Prüfungen sowie die Organisation und Evaluation der zentralen Prüfungen und Lernstandserhebungen,
- die Weiterentwicklung des verbindlichen Referenzrahmens Schulqualität NRW und des dazugehörenden Online-Unterstützungsportals,
- Unterstützungsangebote und Fortbildungsformate zum Lehren und Lernen im digitalen Wandel, z. T. in Absprache mit der Medienberatung NRW,
- die Unterstützung der Schulen bei Querschnittsthemen der Schul- und Unterrichtsentwicklung (inklusive Bildung in der Schule, interkulturelle Schulentwicklung, Ganztag und individuelle Förderung),
- die Beobachtung und Analyse der schulfachlichen Entwicklungen in Wissenschaft und Forschung und die mögliche Übertragung in die Schulpraxis,
- die Unterstützung bei Verfahren zum Bildungsmonitoring und die Konzeption von Unterstützungs- und Begleitsystemen zum Umgang mit Ergebnissen aus Schulleistungsstudien und der Forschung,
- die Entwicklung und Durchführung von Angeboten zur Professionalisierung und Qualifizierung pädagogischer Berufe, vor allem der Führungskräfte in Schule und Schulaufsicht sowie in der Lehreraus- und -fortbildung,
- die Entwicklung von Konzepten und Angeboten für die Qualifizierung und die trägerübergreifende Qualitätsentwicklung und -sicherung im Bereich der Weiterbildung.

## Geschichte
Die QUA-LiS NRW ist "als Einrichtung des Landes gemäß § 14 Landesorganisationsgesetz (LOG NRW - SGV. NRW. 2005) im Geschäftsbereich des jetzigen Ministeriums für Schule und Bildung mit Wirkung vom 1. Dezember 2013 errichtet worden.". Das Vorgängerinstitut (Landesinstitut für Schule und Weiterbildung des Landes Nordrhein-Westfalen) wurde von der damaligen Landesregierung zum Ende des Jahres 2006 aufgelöst.